# Alicia Marín
Alicia Marín (17 de abril de 1997) es una arquera española de arco recurvo. Compitió representando a España en los Juegos Olímpicos Juveniles de Verano, el Campeonato Mundial de Tiro con Arco, la Copa Mundial de Tiro con Arco y los Juegos Europeos, ganando una medalla de bronce en los de Bakú en 2015.

## Carrera profesional
Marín compitió en su primer torneo sénior en 2014 en los Campeonatos de Europa  en Armenia, derrotando a la rusa Inna Stepanova en el partido por la medalla de bronce para conseguir su primera medalla de tiro con arco sénior. En junio de 2015, fue seleccionada para competir en tres pruebas en los Juegos Europeos inaugurales celebrados en Bakú, Azerbaiyán. Ganó la medalla de bronce en la competición individual femenina, llegando a las semifinales tras terminar la ronda de 72 flechas en el decimonoveno puesto. Una derrota ante la danesa Maja Jager en las semifinales la relegó al encuentro por la medalla de bronce, en el que derrotó a la griega Evangelia Psarra para ocupar el último puesto del podio.
La participación de Marín en sus otros dos eventos resultó menos exitosa. En la prueba femenina por equipos, Marín y sus compañeras Adriana Martín Lázaro y Miriam Alarcón fueron eliminadas en primera ronda ante Bielorrusia, mientras que la actuación con su compañero Miguel Alvarino García en la prueba mixta por equipos se quedó estancada en cuartos de final al caer ante Georgia. Tampoco tuvo mucho éxito en el Campeonato Mundial de Tiro con Arco al Aire Libre de 2015 en Copenhague, celebrado en julio, ya que Marín sufrió una derrota en la primera ronda de la competición individual al no poder resistir la remontada de la japonesa Yuki Hayashi.
Marín comenzó 2016 con éxitos en el panorama nacional, batiendo el récord de España de 30 flechas y el de Europa de 18 metros en el Campeonato de España de Tiro con Arco celebrado en febrero en Torremolinos. Sin embargo, se quedó a las puertas de clasificarse para los Juegos Olímpicos de verano de 2016 que se celebraron a finales de año. Una de las dos españolas que alcanzó los cuartos de final del último torneo de clasificación olímpica, que asignaba las seis últimas plazas disponibles para la prueba individual femenina, fue derrotada por la moldava Alexandra Mîrca en sets consecutivos. La única plaza abierta para España fue para Adriana Martín Lázaro, que viajó a Río de Janeiro como única arquera española.

### 2017-2019
En la temporada de 2017, consiguió su primera medalla en la Copa Mundial de Tiro con Arco en la segunda fase del torneo en Antalya. Junto a Pablo Acha derrotó a Estados Unidos en el partido por el tercer puesto de la prueba por equipos mixtos para ganar la medalla de bronce, un resultado que Marín admitió que "no era el objetivo, pero se produjo, así que estamos más que contentos". Posteriormente, obtuvo un cuarto puesto en la prueba individual femenina en la tercera fase celebrada en Salt Lake City, derrotando a la medallista olímpica de 2012, Aída Román, antes de perder contra las medallistas olímpicas de 2016, Tan Ya-ting, en las semifinales, y Choi Mi-sun, en el partido por la medalla de bronce. Sus resultados le permitieron clasificarse para su primera final de la Copa  Mundial de Tiro con Arco en Roma, donde fue derrotada por la rusa Ksenia Perova, número dos del mundo, en los cuartos de final.
Los Juegos Mediterráneos de 2018 en Tarragona fueron un torneo excelente para el equipo de arqueros de España, ya que cada uno de sus miembros consiguió una medalla. Marín obtuvo una medalla de plata en la prueba femenina por equipos con Mónica Galisteo y Nerea López, el trío perdió ante Francia en la final.
En junio de 2019, Marín cayó en primera ronda en la prueba individual femenina del Campeonato Mundial de Tiro con Arco, al caer ante la filipina Elizabeth Bidaure. El trío formado por Marín, Elia Canales y Mónica Galisteo derrotó a Vietnam en la primera ronda, pero se enfrentó a lo que el periódico deportivo Marca llamó la "teóricamente imbatible" Corea del Sur en la segunda ronda.  Ese mismo mes, en los Juegos Europeos de Minsk 2019, Marín terminó decimotercera en la ronda de clasificación y se enfrentó con la danesa Maja Jager en su primer partido de eliminación. En una repetición de su semifinal en los Juegos Europeos de 2015, Jager derrotó a Marín por seis puntos de set a cuatro, sin que Marín pudiera mantener su rendimiento de la ronda de clasificación.